# Bauerflöte
Con bauerflöte ci si riferisce a un particolare registro dell'organo. Il suo nome significa, letteralmente, flauto del contadino.

## Struttura
Si tratta di un registro ad anima della famiglia dei flauti, esistente nelle misure da 8', 4', 2' o 1', solitamente aperto, comparso per la prima volta nel corso del XVI secolo. Secondo il musicologo Peter Williams può essere anche tappato, specialmente nella tessitura da 1'.
Le sue canne sono costruite in legno e il suono prodotto è chiaro, morbido e brillante. In Germania, nelle misure da 2' e 1', si trova spesso nella pedaliera. Il musicologo Quentin Maclean sostiene che questo registro sia il corrispettivo alla pedaliera del feldflöte, presente invece nel manuale.
Può anche essere presente, in tedesco, con il nome di Bauerpfeife, oppure con i nomi latini di Fistula Rurestris, Tibia Rurestris o Pileata Minima.